# Copa Amèrica de futbol de 2019
La Copa Amèrica de futbol de 2019 va ser la 46a edició de la Copa Amèrica de futbol. La competició va ser organitzada per la CONMEBOL al Brasil, entre els dies 14 de juny i 7 de juliol de 2019.
Per primer cop des de 1991 cap equip de la CONCACAF va prendre part en la competició. La selecció del Brasil guanyà el seu novè títol derrotant el Perú a la final per un resultat de 3-1. Argentina es classificà en tercera posició en derrotar Xile per 2–1.

## Seu

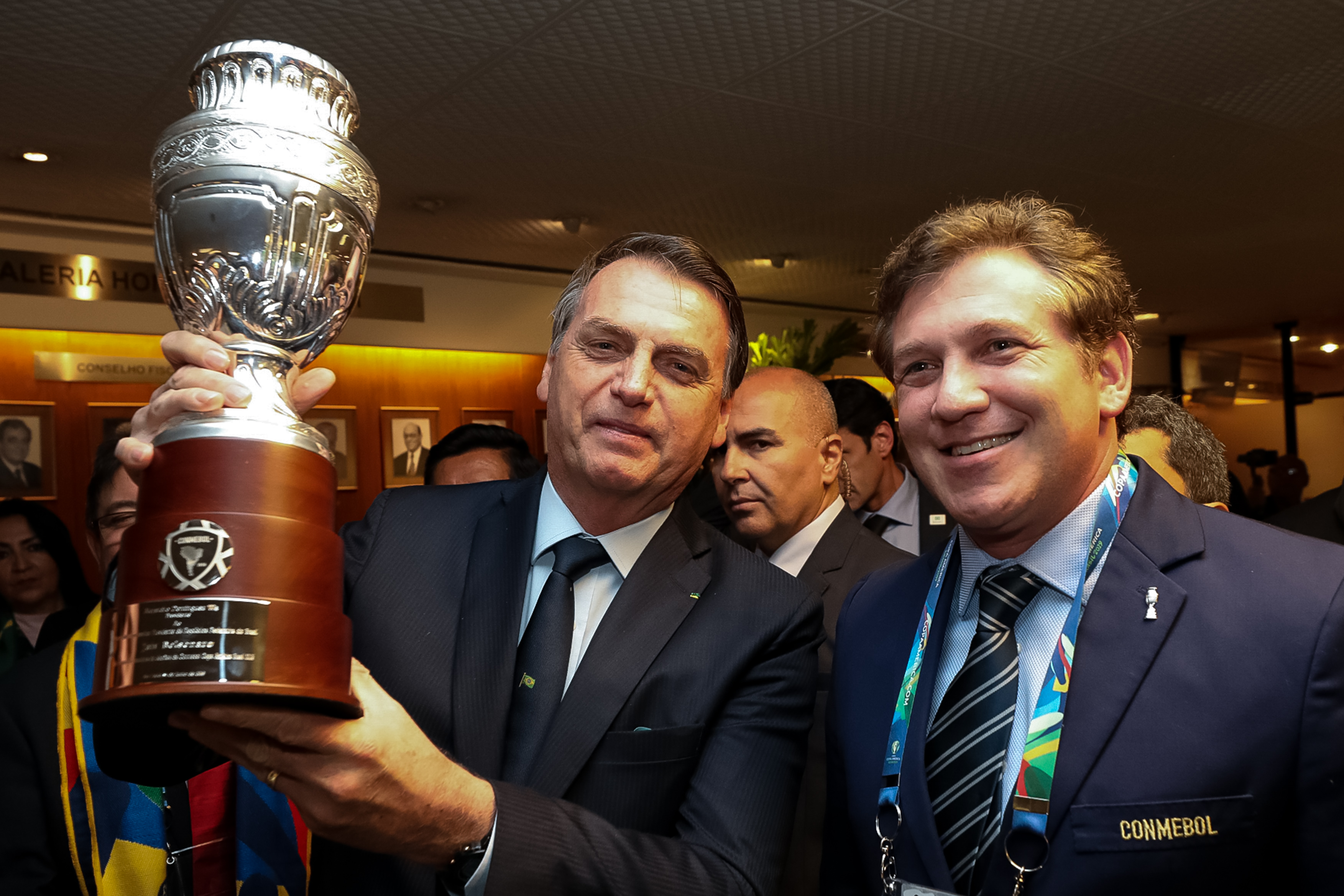
El president brasiler Jair Bolsonaro aixeca el trofeu de la Copa Amèrica.

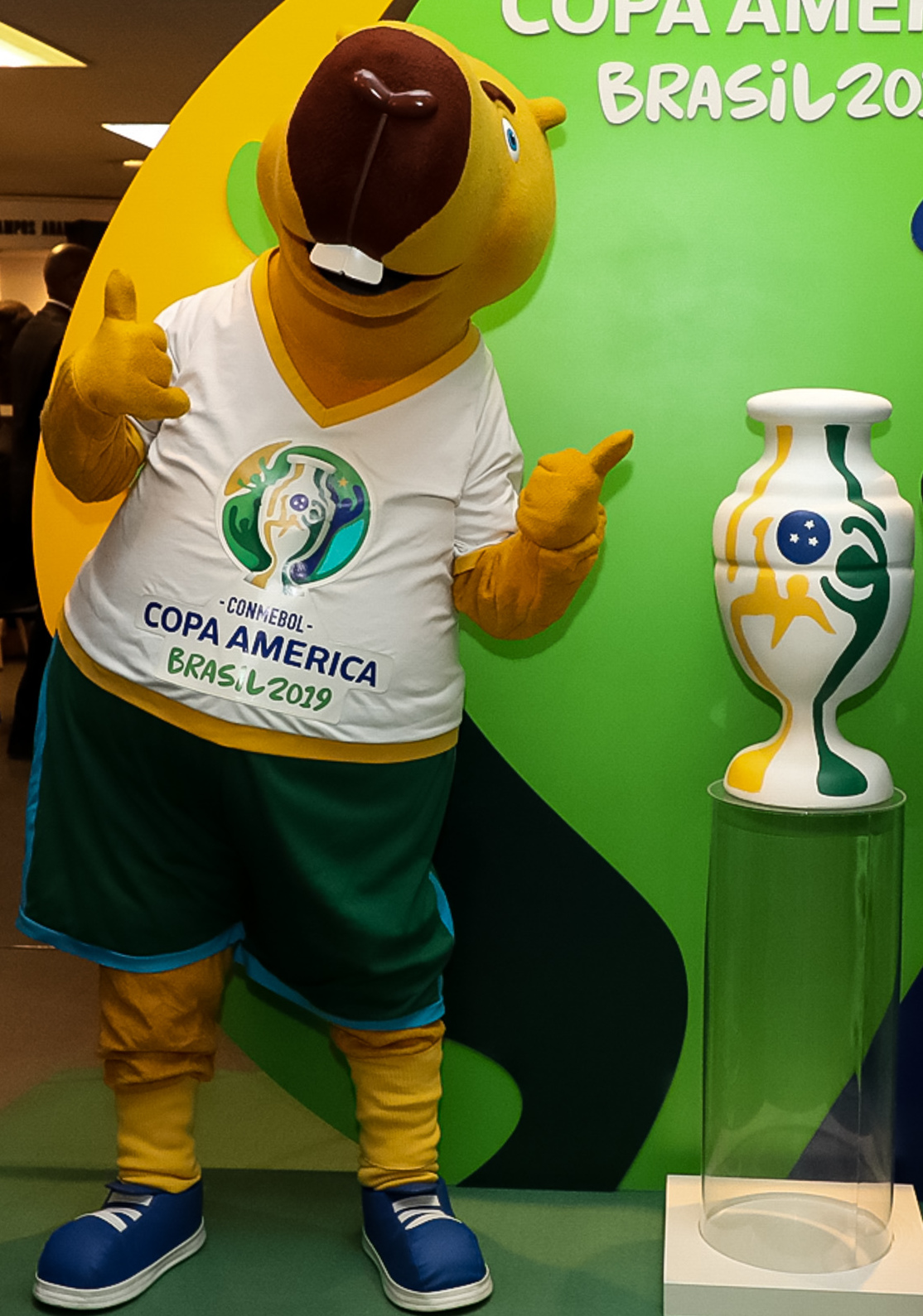
Zizito, mascota de la Copa América 2019.

Originàriament, l'edició de 2019 havia de disputar-se a Xile, mentre que la de 2015 s'havia de fer al Brasil, perquè la CONMEBOL rotava la seu en ordre alfabètic. No obstant, el Brasil ja era seu de la Copa Confederacions de 2013, la Copa del Món de futbol de 2014, i els Jocs Olímpics d'estiu de 2016, i finalment, les federacions del Brasil i Xile decidiren intercanviar-se les edicions de 2015 i 2019, i la CONMEBOL ho ratificà el 2012.

## Seleccions participants
La idea original va ser la participació de 16 equips, els 10 de la CONMEBOL i sis convidats, tal com succeí en la Copa América Centenario tres anys abans. El 16 de març de 2018, la CONMEBOL anuncià que tres equips de la CONCACAF (Amèrica del Nord i Central) i tres de l'AFC (Àsia) serien convidats a participar-hi. El 12 d'abril de 2018 s'anuncià que Qatar havia acceptat el convit. El 4 de maig de 2018, la CONMEBOL anuncià que només hi hauria dos països convidats, Qatar i el Japó, ambdós de l'AFC.
- Argentina
- Bolívia
- Brasil (seu)
- Colòmbia
- Equador
- Japó (convidat)
- Paraguai
- Perú
- Qatar (convidat)
- Uruguai
- Veneçuela
- Xile (vigent campió)

## Àrbitres
El 21 de març de 2019 es van designar un total de 23 àrbitres i 23 àrbitres assistents per al torneig.
| Associació | Àrbitres                                          | Assistents                                            |
| ---------- | ------------------------------------------------- | ----------------------------------------------------- |
| Argentina  | Néstor Pitana Fernando Rapallini Patricio Loustau | Hernán Maidana Juan Pablo Belatti Ezequiel Brailovsky |
| Bolívia    | Gery Vargas                                       | José Antelo Edwar Saavedra                            |
| Brasil     | Wilton Sampaio Raphael Claus Anderson Daronco     | Rodrigo Correa Marcelo Van Gasse Kléber Gil           |
| Xile       | Roberto Tobar Julio Bascuñán Piero Maza           | Christian Schiemann Claudio Ríos                      |
| Colòmbia   | Wilmar Roldán Andrés Rojas Nicolás Gallo          | Alexander Guzmán Wilmar Navarro Jhon Alexander León   |
| Equador    | Roddy Zambrano Carlos Orbe                        | Christian Lescano Byron Romero                        |
| Paraguai   | Mario Díaz de Vivar Arnaldo Samaniego             | Eduardo Cardozo Darío Gaona                           |
| Perú       | Diego Haro Víctor Hugo Carrillo                   | Jonny Bossio Víctor Ráez                              |
| Uruguai    | Esteban Ostojich Leodán González                  | Nicolás Tarán Richard Trinidad                        |
| Veneçuela  | Alexis Herrera Jesús Valenzuela                   | Carlos López Luis Murillo                             |

## Estadis
El 14 de juny de 2018, el vicepresident de la CBF Fernando Sarney va anunciar que cinc ciutats acolliran el torneig: Salvador, Rio de Janeiro, São Paulo, Belo Horizonte i Porto Alegre. La llista d'estadis es va decidir el 17 de setembre de 2018. El partit inaugural fou atorgat a l'Estadi Morumbi de São Paulo, les semifinals a l'Arena do Grêmio de Porto Alegre i l'Estadi Mineirão de Belo Horizonte, i la final a l'Estadi Maracanã de Rio de Janeiro. El 23 de novembre de 2018, la CONMEBOL anuncià que el segon estadi de São Paulo canviava de l'Allianz Parque a l'Arena Corinthians.
| Rio de Janeiro    | São Paulo         | São Paulo                 | Belo HorizontePorto AlegreSão PauloRio de JaneiroSalvador |
| ----------------- | ----------------- | ------------------------- | --------------------------------------------------------- |
| Estadi Maracanã   | Estadi Morumbi    | Arena Corinthians         | Belo HorizontePorto AlegreSão PauloRio de JaneiroSalvador |
| Capacitat: 74.738 | Capacitat: 67.428 | Capacitat: 49.205         | Belo HorizontePorto AlegreSão PauloRio de JaneiroSalvador |
|                   |                   |                           | Belo HorizontePorto AlegreSão PauloRio de JaneiroSalvador |
| Belo Horizonte    | Porto Alegre      | Salvador                  | Belo HorizontePorto AlegreSão PauloRio de JaneiroSalvador |
| Estadi Mineirão   | Arena do Grêmio   | Itaipava Arena Fonte Nova | Belo HorizontePorto AlegreSão PauloRio de JaneiroSalvador |
| Capacitat: 58.170 | Capacitat: 55.662 | Capacitat: 51.900         | Belo HorizontePorto AlegreSão PauloRio de JaneiroSalvador |
|                   |                   |                           | Belo HorizontePorto AlegreSão PauloRio de JaneiroSalvador |

## Fase de grups

### Grup A
| Pos | Equip      | PJ | PG | PE | PP | GF | GC | DG | Pts | Classificació |
| --- | ---------- | -- | -- | -- | -- | -- | -- | -- | --- | ------------- |
| 1   | Brasil (H) | 3  | 2  | 1  | 0  | 8  | 0  | +8 | 7   | Classificat   |
| 2   | Veneçuela  | 3  | 1  | 2  | 0  | 3  | 1  | +2 | 5   | Classificat   |
| 3   | Perú       | 3  | 1  | 1  | 1  | 3  | 6  | −3 | 4   | Classificat   |
| 4   | Bolívia    | 3  | 0  | 0  | 3  | 2  | 9  | −7 | 0   |               |

| Brasil                                 | 3-0     | Bolívia |
| -------------------------------------- | ------- | ------- |
| Coutinho 50' (pen.), 53' · Everton 85' | Informe |         |

| Veneçuela | 0-0     | Perú |
| --------- | ------- | ---- |
|           | Informe |      |

| Bolívia           | 1-3     | Perú                                     |
| ----------------- | ------- | ---------------------------------------- |
| Moreno 28' (pen.) | Informe | Guerrero 45' · Farfán 55' · Flores 90+6' |

| Brasil | 0-0     | Veneçuela |
| ------ | ------- | --------- |
|        | Informe |           |

| Perú | 0-5     | Brasil                                                                  |
| ---- | ------- | ----------------------------------------------------------------------- |
|      | Informe | Casemiro 12' · Firmino 19' · Everton 32' · Dani Alves 53' · Willian 90' |

| Bolívia        | 1-3     | Veneçuela                     |
| -------------- | ------- | ----------------------------- |
| Justiniano 82' | Informe | Machís 2', 55' · Martínez 86' |

### Grup B
| Pos | Equip     | PJ | PG | PE | PP | GF | GC | DG | Pts | Classificació |
| --- | --------- | -- | -- | -- | -- | -- | -- | -- | --- | ------------- |
| 1   | Colòmbia  | 3  | 3  | 0  | 0  | 4  | 0  | +4 | 9   | Classificat   |
| 2   | Argentina | 3  | 1  | 1  | 1  | 3  | 3  | 0  | 4   | Classificat   |
| 3   | Paraguai  | 3  | 0  | 2  | 1  | 3  | 4  | −1 | 2   | Classificat   |
| 4   | Qatar     | 3  | 0  | 1  | 2  | 2  | 5  | −3 | 1   |               |

| Argentina | 0-2     | Colòmbia                     |
| --------- | ------- | ---------------------------- |
|           | Informe | Martínez 71' · D. Zapata 86' |

| Paraguai                         | 2-2     | Qatar                         |
| -------------------------------- | ------- | ----------------------------- |
| Cardozo 4' (pen.) · González 56' | Informe | Ali 68' · R. Rojas 77' (p.p.) |

| Colòmbia      | 1-0     | Qatar |
| ------------- | ------- | ----- |
| D. Zapata 86' | Informe |       |

| Argentina        | 1-1     | Paraguai    |
| ---------------- | ------- | ----------- |
| Messi 57' (pen.) | Informe | Sánchez 37' |

| Qatar | 0-2     | Argentina                |
| ----- | ------- | ------------------------ |
|       | Informe | Martínez 4' · Agüero 82' |

| Colòmbia    | 1-0     | Paraguai |
| ----------- | ------- | -------- |
| Cuéllar 31' | Informe |          |

### Grup C
| Pos | Equip   | PJ | PG | PE | PP | GF | GC | DG | Pts | Classificació |
| --- | ------- | -- | -- | -- | -- | -- | -- | -- | --- | ------------- |
| 1   | Uruguai | 3  | 2  | 1  | 0  | 7  | 2  | +5 | 7   | Classificat   |
| 2   | Xile    | 3  | 2  | 0  | 1  | 6  | 2  | +4 | 6   | Classificat   |
| 3   | Japó    | 3  | 0  | 2  | 1  | 3  | 7  | −4 | 2   |               |
| 4   | Equador | 3  | 0  | 1  | 2  | 2  | 7  | −5 | 1   |               |

| Uruguai                                                | 4-0     | Equador |
| ------------------------------------------------------ | ------- | ------- |
| Lodeiro 6' · Cavani 33' · Suárez 44' · Mina 78' (p.p.) | Informe |         |

| Japó | 0-4     | Xile                                       |
| ---- | ------- | ------------------------------------------ |
|      | Informe | Pulgar 41' · Vargas 54', 83' · Sánchez 82' |

| Uruguai                         | 2-2     | Japó             |
| ------------------------------- | ------- | ---------------- |
| Suárez 32' (pen.) · Giménez 66' | Informe | Miyoshi 25', 59' |

| Equador                | 1-2     | Xile                        |
| ---------------------- | ------- | --------------------------- |
| E. Valencia 26' (pen.) | Informe | Fuenzalida 8' · Sánchez 51' |

| Xile | 0-1     | Uruguai    |
| ---- | ------- | ---------- |
|      | Informe | Cavani 82' |

| Equador  | 1-1     | Japó         |
| -------- | ------- | ------------ |
| Mena 35' | Informe | Nakajima 15' |

### Millors tercers
| Pos | Grp | Equip    | PJ | PG | PE | PP | GF | GC | DG | Pts | Classificació |
| --- | --- | -------- | -- | -- | -- | -- | -- | -- | -- | --- | ------------- |
| 1   | A   | Perú     | 3  | 1  | 1  | 1  | 3  | 6  | −3 | 4   | Classificat   |
| 2   | B   | Paraguai | 3  | 0  | 2  | 1  | 3  | 4  | −1 | 2   | Classificat   |
| 3   | C   | Japó     | 3  | 0  | 2  | 1  | 3  | 7  | −4 | 2   |               |

## Eliminatòries

### Quadre
|  | Quarts de final                      | Quarts de final         |                                       |       | Semifinals   | Semifinals   |  |  | Final | Final |
|  |                                      |                         |                                       |       |              |              |  |  |       |       |
|  | 27 Juny - Porto Alegre               |                         |                                       |       |              |              |  |  |       |       |
|  |                                      |                         |                                       |       |              |              |  |  |       |       |
|  | Brasil (p.)                          | 0 (4)                   |                                       |       |              |              |  |  |       |       |
|  | Brasil (p.)                          | 0 (4)                   | 2 Juliol - Belo Horizonte             |       |              |              |  |  |       |       |
|  | Paraguai                             | 0 (3)                   |                                       |       |              |              |  |  |       |       |
|  | Paraguai                             | 0 (3)                   | Brasil                                | 2     |              |              |  |  |       |       |
|  | 28 Juny - Rio de Janeiro             |                         | Brasil                                | 2     |              |              |  |  |       |       |
|  |                                      | Argentina               | 0                                     |       |              |              |  |  |       |       |
|  | Veneçuela                            | Argentina               | 0                                     | 0     |              |              |  |  |       |       |
|  | Veneçuela                            |                         | 7 Juliol - Rio de Janeiro             | 0     |              |              |  |  |       |       |
|  | Argentina                            | 2                       |                                       |       |              |              |  |  |       |       |
|  | Argentina                            | 2                       | Brasil                                | 3     |              |              |  |  |       |       |
|  | 28 Juny - São Paulo (A. Corinthians) |                         | Brasil                                | 3     |              |              |  |  |       |       |
|  |                                      | Perú                    | 1                                     |       |              |              |  |  |       |       |
|  | Colòmbia                             | Perú                    | 1                                     | 0 (4) |              |              |  |  |       |       |
|  | Colòmbia                             | 3 Juliol - Porto Alegre |                                       | 0 (4) |              |              |  |  |       |       |
|  | Xile (p.)                            | 0 (5)                   |                                       |       |              |              |  |  |       |       |
|  | Xile (p.)                            | 0 (5)                   | Xile                                  | 0     |              |              |  |  |       |       |
|  | 29 Juny - Salvador                   |                         | Xile                                  | 0     |              |              |  |  |       |       |
|  |                                      | Perú                    | 3                                     |       | 3r i 4t lloc | 3r i 4t lloc |  |  |       |       |
|  | Uruguai                              | Perú                    | 3                                     | 0 (4) | 3r i 4t lloc | 3r i 4t lloc |  |  |       |       |
|  | Uruguai                              |                         | 6 Juliol - São Paulo (A. Corinthians) | 0 (4) |              |              |  |  |       |       |
|  | Perú (p.)                            | 0 (5)                   |                                       |       |              |              |  |  |       |       |
|  | Perú (p.)                            | 0 (5)                   | Argentina                             | 2     |              |              |  |  |       |       |
|  |                                      |                         |                                       |       |              |              |  |  |       |       |
|  | Xile                                 | 1                       |                                       |       |              |              |  |  |       |       |
|  | Xile                                 | 1                       |                                       |       |              |              |  |  |       |       |

### Quarts de final
| Brasil                                                    | 0-0     | Paraguai                                       |
| --------------------------------------------------------- | ------- | ---------------------------------------------- |
|                                                           | Informe |                                                |
| Tanda de penals                                           |         |                                                |
| Willian · Marquinhos · Coutinho · Firmino · Gabriel Jesus | 4-3     | Gómez · Almirón · Valdez · R. Rojas · González |

| Veneçuela | 0-2     | Argentina                   |
| --------- | ------- | --------------------------- |
|           | Informe | Martínez 10' · Lo Celso 74' |

| Colòmbia                                        | 0-0     | Xile                                         |
| ----------------------------------------------- | ------- | -------------------------------------------- |
|                                                 | Informe |                                              |
| Tanda de penals                                 |         |                                              |
| Rodríguez · Cardona · Cuadrado · Mina · Tesillo | 4-5     | Vidal · Vargas · Pulgar · Aránguiz · Sánchez |

| Uruguai                                         | 0-0     | Perú                                            |
| ----------------------------------------------- | ------- | ----------------------------------------------- |
|                                                 | Informe |                                                 |
| Tanda de penals                                 |         |                                                 |
| Suárez · Cavani · Stuani · Bentancur · Torreira | 4-5     | Guerrero · Ruidíaz · Yotún · Advíncula · Flores |

### Semifinals
| Brasil                          | 2-0     | Argentina |
| ------------------------------- | ------- | --------- |
| Gabriel Jesus 19' · Firmino 71' | Informe |           |

| Xile | 0-3     | Perú                                    |
| ---- | ------- | --------------------------------------- |
|      | Informe | Flores 21' · Yotún 38' · Guerrero 90+1' |

### 3r i 4t lloc
| Argentina               | 2-1     | Xile             |
| ----------------------- | ------- | ---------------- |
| Agüero 12' · Dybala 22' | Informe | Vidal 59' (pen.) |

### Final
| Brasil                                                     | 3-1     | Perú                |
| ---------------------------------------------------------- | ------- | ------------------- |
| Everton 15' · Gabriel Jesus 45+3' · Richarlison 90' (pen.) | Informe | Guerrero 44' (pen.) |

## Resultat
| Copa Amèrica 2019 |
| ----------------- |
| Brasil            |
| Brasil Novè títol |

## Estadístiques

### Golejadors
3 gols
- [[Fitxer:Flag of Brazil.svg|23x15px|border |alt=Brasil|link=Selecció de futbol del Brasil|{{#if:|]] Everton
- [[Fitxer:Flag of Peru.svg|23x15px|border |alt=Perú|link=Selecció de futbol del Perú|{{#if:|]] Paolo Guerrero

2 gols
- [[Fitxer:Flag of Argentina.svg|23x15px|border |alt=Argentina|link=Selecció de futbol de l'Argentina|{{#if:|]] Sergio Agüero
- [[Fitxer:Flag of Argentina.svg|23x15px|border |alt=Argentina|link=Selecció de futbol de l'Argentina|{{#if:|]] Lautaro Martínez
- [[Fitxer:Flag of Brazil.svg|23x15px|border |alt=Brasil|link=Selecció de futbol del Brasil|{{#if:|]] Gabriel Jesus
- [[Fitxer:Flag of Brazil.svg|23x15px|border |alt=Brasil|link=Selecció de futbol del Brasil|{{#if:|]] Philippe Coutinho
- [[Fitxer:Flag of Brazil.svg|23x15px|border |alt=Brasil|link=Selecció de futbol del Brasil|{{#if:|]] Roberto Firmino
- [[Fitxer:Flag of Chile.svg|23x15px|border |alt=Xile|link=Selecció de futbol de Xile|{{#if:|]] Alexis Sánchez
- [[Fitxer:Flag of Chile.svg|23x15px|border |alt=Xile|link=Selecció de futbol de Xile|{{#if:|]] Eduardo Vargas
- [[Fitxer:Flag of Colombia.svg|23x15px|border |alt=Colòmbia|link=Selecció de futbol de Colòmbia|{{#if:|]] Duván Zapata
- [[Fitxer:Flag of Japan.svg|23x15px|border |alt=Japó|link=Selecció de futbol del Japó|{{#if:|]] Koji Miyoshi
- [[Fitxer:Flag of Peru.svg|23x15px|border |alt=Perú|link=Selecció de futbol del Perú|{{#if:|]] Edison Flores
- [[Fitxer:Flag of Uruguay.svg|23x15px|border |alt=Uruguai|link=Selecció de futbol de l'Uruguai|{{#if:|]] Edinson Cavani
- [[Fitxer:Flag of Uruguay.svg|23x15px|border |alt=Uruguai|link=Selecció de futbol de l'Uruguai|{{#if:|]] Luis Suárez
- [[Fitxer:Flag of Venezuela.svg|23x15px|border |alt=Veneçuela|link=Selecció de futbol de Veneçuela|{{#if:|]] Darwin Machís

1 gol
- [[Fitxer:Flag of Argentina.svg|23x15px|border |alt=Argentina|link=Selecció de futbol de l'Argentina|{{#if:|]] Paulo Dybala
- [[Fitxer:Flag of Argentina.svg|23x15px|border |alt=Argentina|link=Selecció de futbol de l'Argentina|{{#if:|]] Giovani Lo Celso
- [[Fitxer:Flag of Argentina.svg|23x15px|border |alt=Argentina|link=Selecció de futbol de l'Argentina|{{#if:|]] Lionel Messi
- [[Fitxer:Flag of Bolivia.svg|23x15px|border |alt=Bolívia|link=Selecció de futbol de Bolívia|{{#if:|]] Leonel Justiniano
- [[Fitxer:Flag of Bolivia.svg|23x15px|border |alt=Bolívia|link=Selecció de futbol de Bolívia|{{#if:|]] Marcelo Moreno
- [[Fitxer:Flag of Brazil.svg|23x15px|border |alt=Brasil|link=Selecció de futbol del Brasil|{{#if:|]] Casemiro
- [[Fitxer:Flag of Brazil.svg|23x15px|border |alt=Brasil|link=Selecció de futbol del Brasil|{{#if:|]] Dani Alves
- [[Fitxer:Flag of Brazil.svg|23x15px|border |alt=Brasil|link=Selecció de futbol del Brasil|{{#if:|]] Richarlison
- [[Fitxer:Flag of Brazil.svg|23x15px|border |alt=Brasil|link=Selecció de futbol del Brasil|{{#if:|]] Willian
- [[Fitxer:Flag of Chile.svg|23x15px|border |alt=Xile|link=Selecció de futbol de Xile|{{#if:|]] José Pedro Fuenzalida
- [[Fitxer:Flag of Chile.svg|23x15px|border |alt=Xile|link=Selecció de futbol de Xile|{{#if:|]] Erick Pulgar
- [[Fitxer:Flag of Chile.svg|23x15px|border |alt=Xile|link=Selecció de futbol de Xile|{{#if:|]] Arturo Vidal
- [[Fitxer:Flag of Colombia.svg|23x15px|border |alt=Colòmbia|link=Selecció de futbol de Colòmbia|{{#if:|]] Gustavo Cuéllar
- [[Fitxer:Flag of Colombia.svg|23x15px|border |alt=Colòmbia|link=Selecció de futbol de Colòmbia|{{#if:|]] Roger Martínez
- [[Fitxer:Flag of Ecuador.svg|23x15px|border |alt=Equador|link=Selecció de futbol de l'Equador|{{#if:|]] Ángel Mena
- [[Fitxer:Flag of Ecuador.svg|23x15px|border |alt=Equador|link=Selecció de futbol de l'Equador|{{#if:|]] Enner Valencia
- [[Fitxer:Flag of Japan.svg|23x15px|border |alt=Japó|link=Selecció de futbol del Japó|{{#if:|]] Shoya Nakajima
- [[Fitxer:Flag of Paraguay.svg|23x15px|border |alt=Paraguai|link=Selecció de futbol del Paraguai|{{#if:|]] Óscar Cardozo
- [[Fitxer:Flag of Paraguay.svg|23x15px|border |alt=Paraguai|link=Selecció de futbol del Paraguai|{{#if:|]] Derlis González
- [[Fitxer:Flag of Paraguay.svg|23x15px|border |alt=Paraguai|link=Selecció de futbol del Paraguai|{{#if:|]] Richard Sánchez
- [[Fitxer:Flag of Peru.svg|23x15px|border |alt=Perú|link=Selecció de futbol del Perú|{{#if:|]] Jefferson Farfán
- [[Fitxer:Flag of Peru.svg|23x15px|border |alt=Perú|link=Selecció de futbol del Perú|{{#if:|]] Yoshimar Yotún
- [[Fitxer:Flag of Qatar.svg|23x15px|border |alt=Qatar|link=Selecció de futbol de Qatar|{{#if:|]] Almoez Ali
- [[Fitxer:Flag of Uruguay.svg|23x15px|border |alt=Uruguai|link=Selecció de futbol de l'Uruguai|{{#if:|]] José Giménez
- [[Fitxer:Flag of Uruguay.svg|23x15px|border |alt=Uruguai|link=Selecció de futbol de l'Uruguai|{{#if:|]] Nicolás Lodeiro
- [[Fitxer:Flag of Venezuela.svg|23x15px|border |alt=Veneçuela|link=Selecció de futbol de Veneçuela|{{#if:|]] Josef Martínez

Gols en pròpia porta
- [[Fitxer:Flag of Ecuador.svg|23x15px|border |alt=Equador|link=Selecció de futbol de l'Equador|{{#if:|]] Arturo Mina (contra Uruguai)
- [[Fitxer:Flag of Paraguay.svg|23x15px|border |alt=Paraguai|link=Selecció de futbol del Paraguai|{{#if:|]] Rodrigo Rojas (contra Qatar)

### Premis
Font:
- Pilota d'Or: [[Fitxer:Flag of Brazil.svg|23x15px|border |alt=Brasil|link=Selecció de futbol del Brasil|{{#if:|]] Dani Alves
- Bota d'Or: [[Fitxer:Flag of Brazil.svg|23x15px|border |alt=Brasil|link=Selecció de futbol del Brasil|{{#if:|]] Everton (3 gols)[b]
- Guant d'Or: [[Fitxer:Flag of Brazil.svg|23x15px|border |alt=Brasil|link=Selecció de futbol del Brasil|{{#if:|]] Alisson
- Premi al Joc Net:  Brasil

### Onze ideal del torneig
El Grup d'Estudis Tècnics va anunciar la plantilla del Millor XI del torneig.
| Porter | Defenses | Centrecampistes | Davanters |
| --- | --- | --- | --- |
| [[Fitxer:Flag of Brazil.svg\|23x15px\|border \|alt=Brasil\|link=Selecció de futbol del Brasil\|{{#if:\|]] Alisson | [[Fitxer:Flag of Brazil.svg\|23x15px\|border \|alt=Brasil\|link=Selecció de futbol del Brasil\|{{#if:\|]] Dani Alves [[Fitxer:Flag of Uruguay.svg\|23x15px\|border \|alt=Uruguai\|link=Selecció de futbol de l'Uruguai\|{{#if:\|]] José Giménez [[Fitxer:Flag of Brazil.svg\|23x15px\|border \|alt=Brasil\|link=Selecció de futbol del Brasil\|{{#if:\|]] Thiago Silva [[Fitxer:Flag of Peru.svg\|23x15px\|border \|alt=Perú\|link=Selecció de futbol del Perú\|{{#if:\|]] Miguel Trauco | [[Fitxer:Flag of Brazil.svg\|23x15px\|border \|alt=Brasil\|link=Selecció de futbol del Brasil\|{{#if:\|]] Arthur [[Fitxer:Flag of Argentina.svg\|23x15px\|border \|alt=Argentina\|link=Selecció de futbol de l'Argentina\|{{#if:\|]] Leandro Paredes [[Fitxer:Flag of Chile.svg\|23x15px\|border \|alt=Xile\|link=Selecció de futbol de Xile\|{{#if:\|]] Arturo Vidal | [[Fitxer:Flag of Colombia.svg\|23x15px\|border \|alt=Colòmbia\|link=Selecció de futbol de Colòmbia\|{{#if:\|]] James Rodríguez [[Fitxer:Flag of Peru.svg\|23x15px\|border \|alt=Perú\|link=Selecció de futbol del Perú\|{{#if:\|]] Paolo Guerrero [[Fitxer:Flag of Brazil.svg\|23x15px\|border \|alt=Brasil\|link=Selecció de futbol del Brasil\|{{#if:\|]] Everton |